# Petites Heures
Les petites Heures sont des prières quotidiennes de l'office divin dites à heure fixe par les chrétiens aussi bien dans le rite catholique romain que dans celui des Églises d'Orient. Ces heures canoniales sont dites petites car elles sont plus courtes et de structure plus simple que les Heures principales des laudes matinales et des vêpres, prières du soir, qui, d'après la tradition de l'Église universelle, constituent les deux pôles de l'office quotidien. Traditionnellement, les petites Heures comprennent les offices de prime ou première Heure vers 6 h du matin, tierce vers 9 h, sexte vers midi, none vers 3 h de l'après-midi. Ces temps de prière viennent de l'ancienne pratique juive ; ils sont mentionnés dans les Actes des Apôtres ; ils consistent principalement en lectures de psaumes.

## Réforme du concile VaticanII
Dans l'Église catholique romaine, après le concile VaticanII, Prime a été supprimée et seule l'une des trois Heures restantes est obligatoire, sauf règle contraire. Si l'on n'en célèbre qu'une seule, elle est appelée Heure de jour (latin : Hora Media). Elles peuvent être dites en langue vernaculaire. Les petites Heures réformées incluent une prière d'introduction ; une hymne ; trois psaumes avec leur antienne qui peuvent varier au long de la semaine ; une lecture ; un verset de l'Évangile et une prière finale. Ces prières ne changent pas avec le calendrier des fêtes. Elles ont été conçues assez courtes pour pouvoir être mémorisées et ne pas interrompre le travail de la journée. 
Dans le catholicisme traditionaliste, on emploie les anciennes formes de la liturgie des Heures, plus longues et dites en latin.

## Dans la tradition byzantine
Dans les Églises d'Orient — Églises orthodoxes et Églises catholiques de rite byzantin —, le texte fixe des petites Heures se trouve dans l'Horologion. Il y a très peu de parties variables ; ce sont le tropaire et le kontakion du jour. La structure des petites Heures est très semblables à celle de l'Apodeipnon et de l'Office de minuit ; la composition et les propres en sont commandés par le Typicon. Les petites Heures ne sont généralement pas dites individuellement mais sont agrégées à d'autres services, même si leur nom dérive du moment de la journée où elles devaient être lues selon l'heure byzantine (qui fait commencer le compte à la tombée de la nuit).
Le texte des petites Heures n'est généralement pas chanté, mais dit — sur le ton du récitatif — par le lecteur ; le prêtre revêt l'épitrachelion (étole) et, dans la tradition slave, les épimanikia (manchettes) ; les Saintes Portes et le rideau de l'iconostase demeurent clos ; le diacre ne sert normalement pas les petites Heures.

### Structure
La structure de chacune des petites Heures est identique :
- Prières du Trisagion[3] ;
- Invitatoires (« Venez, adorons…  »)
- Trois psaumes (différents à chaque Heure) ;
- tropaires (un ou deux selon le jour) et un Theotokion qui est le propre de l'Heure ;
- des versets de psaumes ou de cantiques ;
- trisagion et le Notre Père ;
- kontakion (un seul, quelle que soit la conjoncture calendaire ; on alterne le kontakion d'une Heure à l'autre lorsque deux commémorations d'égale importance coïncident) ;
- Seigneur, prend pitié x40 ;
- prière des Heures (« Toi qui en tout temps et à toute heure…  ») ;
- bénédiction finale
- prière conclusive (propre à chaque heure)
- renvoi par le prêtre[4].

Dans l'office de prime, c'est le prêtre qui lit la prière conclusive, et le chœur continue avec le chant du kontakion de l'Annonciation (remplacé, aux douze grandes fêtes et durant leur apodose, par le kontakion de la fête). Puis suit le congé

### Temps de jeûne
Durant le Grand Carême, de nombreux changements sont apportés aux petites Heures en semaine. Elles sont célébrées avec plus de solennité que le reste de l'année ; en plus des trois psaumes, on lit un cathisme ; le chœur chante des hymnes pénitentielles au lieu du tropaire et du kontakion du jour. L'Heure de Sixte subit les plus grands changements avec l'ajout d'un tropaire spécial (le tropaire de la Prophétie), des prokeimenons et des lectures de l'Ancien Testament : les livres de Joël et de Zacharie durant la semaine des laitages, le livre d'Isaïe durant les quarante jours du Grand Carême et le livre d'Ézéchiel durant la Semaine sainte. (Dans les monastères orthodoxes, on adjoint traditionnellement une lecture de L'Échelle sainte aux Heures de tierce, sexte et none.) Enfin, lors de tous les services du Grand Carême, on lit la Prière de saint Ephrem avec des prosternations collectives.
À la Semaine sainte, les lundi, mardi et mercredi, les services sont semblables à ceux du Grand Carême (y compris la lecture d'une kathisma), sauf que le kontakion du jour (de Grand Carême) remplace les hymnes du temps de Carême ; de plus les quatre Évangiles sont lus entièrement (jusqu'à Jean 13:32) lors de ces trois jours, aux Heures de tierce, sexte et none. Les Jeudi, Vendredi et Samedi saints, les petites Heures retournent à leur cours normal, sauf que le tropaire de la Prophétie, les prokeimenons et une lecture du livre de Jérémie sont dits à prime le Jeudi saint. Au Vendredi saint, on chante les Heures royales.
C'est aussi pendant le Carême que sont lues (quoique la pratique soit rarement observée) les Heures intermédiaires, qui doublent chaque heure avec trois autres psaumes. À l'origine, il s'agissait d'atteindre vingt-quatre psaumes lus par jour, un pour chaque heure de la journée.
Lors des jeûnes mineurs (jeûne de la Nativité, jeûne des apôtres, jeûne de la Dormition), des changements semblables à ceux du Grand Carême affectent les petites Heures, sauf que les hymnes sont plutôt dits que chantés et qu'il n'y a pas d'ajout de cathisme en semaine.

### Périodes de fête
Les Heures royales sont les plus somptueuses célébrations des petites Heures. Elles tiennent leur nom au fait qu'elles se déroulaient en présence de l'Empereur et de sa cour à Sainte Sophie de Constantinople. Trois fois par an, à la veille de la Nativité, de la Théophanie et le Vendredi saint, les petites Heures sont célébrées (avec le Typica) en un service continu. Le prêtre arbore le phélonion et le diacre, revêtu de tous les habits sacerdotaux effectue le service. Les Saintes Portes et le rideau sont ouverts pendant l'essentiel de l'office ; le livre de l'Évangile est placé sur un analogion au centre de l'église. Au début de chaque Heure, le prêtre et le diacre encensent l'Évangile, les icônes et le peuple. À chaque Heure, l'un des trois psaumes habituels est remplacé par un psaume significatif de la fête du jour ; les tropaires sont suivis d'apostiches chantées par le chœur puis d'un prokeimenon, une lecture de l'Ancien Testament, une épître et une lecture de l'Évangile appropriés.
Les Heures pascales sont célébrées durant la Semaine radieuse et sont les plus joyeuses de l'année. Elles sont, pendant cette période, totalement différentes du reste de l'année. Toutes les interventions sont chantées joyeusement plutôt que lues ; on n'y dit aucun psaume : chaque Heure est composée d'hymnes extraites de la Vigile pascale. Le dimanche de Pâques, le prêtre, revêt l'ensemble des habits sacerdotaux, comme pour la Divine Liturgie ; les autres jours, il porte l'épitrachelion, les épimanikia et le phélonion. Les Saintes Portes et le rideau sont ouverts (ils le restent tout au long de la Semaine radieuse).

### Articles liés
- Vêpres
- Apodeipnon ou Complies
- Office de minuit ou Matines
- Laudes
- Heures canoniales
- Heures royales
- Heures pascales
- Liturgie des Heures
- Bréviaire